# إنريكي كامبوس
إنريكي كامبوس (بالإسبانية: Enrique Campos) هو دراج فنزويلي، ولد في 7 يناير 1961.

## وصلات خارجية
- إنريكي كامبوس على موقع إحصائيات الدراجات الإحترافية (الإنجليزية)
- إنريكي كامبوس على موقع أوليمبيديا (الإنجليزية)